# Spilosoma fuscifrons
Spilosoma fuscifrons là một loài bướm đêm thuộc phân họ Arctiinae, họ Erebidae.